# Lee Jong-hwa
Lee Jong-hwa (hangul: 이종화, ur. 20 lipca 1963 w T'ongyŏng) – były południowokoreański piłkarz występujący na pozycji obrońcy. Obecnie jest trenerem drużyny Taesung High School.

## Kariera klubowa
Lee Jong-hwa jest wychowankiem klubu Ulsan Hyundai Horang-i. W pierwszej drużynie debiutował w 1986 roku. W sumie w przeciągu sześciu sezonów wystąpił w 55 meczach K-League i strzelił 6 bramek. W 1991 roku podpisał kontrakt z zespołem Seongnam Ilhwa Chunma. Tutaj po sześciu sezonach grania zakończył karierę piłkarską. W barwach Ilhwa Chunma wystąpił w ponad 100 ligowych spotkaniach.
Od 2000 roku jest trenerem klubu Taesung High School. Wcześniej szkolił graczy Joongdong High School.

## Kariera reprezentacyjna
Lee Jong-hwa jest dwukrotnym reprezentantem Korei Południowej. Oba mecze rozegrał w 1994 roku. Został powołany na Mistrzostwa Świata w Piłce Nożnej 1994 w Stanach Zjednoczonych, gdzie Korea odpadła z rozgrywek po fazie grupowej. Lee nie pojawił się na boisku w żadnym ze spotkań.